# 月雲ねる
月雲 ねる（つくも ねる、9月15日 - ）は、日本の歌手、アーティスト。
女性ヴォーカルユニットCYNHNのメンバー。ディアステージ所属。千葉県出身。身長161cm。愛称はねるちゃん、ねりちゃん。自身を表す絵文字は🍦。

## 略歴
2016年、JOYSOUNDとディアステージの共同オーディションに参加。審査員特別賞を受賞し合格。
2017年2月19日、高円寺HIGHで開催されたディア☆主催ライブ イベントvol.6『とびだせ!ディア☆～HIGH☆テンションもーど!』において「ディア☆」への加入を発表。同日、3人組ユニット「平熱35.8℃」の結成と加入を発表 。
2017年6月25日、渋谷WWWで開催された『DEARSTAGE SHOWCASE 2017』にて女性ヴォーカルユニットCYNHNの結成が発表され、そのメンバーとして紹介された 。
2017年10月21日、ディア☆主催ライブイベント『vol.14～とびだせ!ディア☆～STARS IN THE Box☆～月雲ねる卒業スペシャル＠TwinBox AKIHABARA』 をもって「ディア☆」と「平熱35.8℃」を卒業。
現在、CYNHNのメンバーとして活動中。

## 人物、エピソード
高い音域と透明感のある麗しい歌声を活かした甘さから切なさまでの繊細な表現が持ち味 。3rdシングル「タキサイキア」と「So Young」よりライブでのハモリを担当するようになり、それ以降多くのハモリを崎乃奏音とともに担当していた。。
ずっとアイドルになりたいと思っていたにもかかわらず度胸が無かったため、大学に進学してファッションの勉強をしていた。しかし自分の人生においてアイドルになることは1位2位を争う重要なことと決意し、オーディションに応募した。なおディアステージのオーディションが初めて受けたオーディションであった。
アイドルを志望した理由は、憧れの人たちのようになるためであり、好きなアイドルとして恋汐りんご、古川未鈴を挙げている。目標はポリシーを貫き、好きなものを曲げずにやっていく、芯の通ったアイドル 。なりたい自分を目指す姿勢はライブ中のMCでも一貫しており、"自分の不安な気持ちやネガティブな感情をあらわにする姿をステージ上で見せるつもりはなく、ポジティブな言葉を伝えたい。"と語っている。
ファッションが好きであり、CYNHNの衣装を担当する機会が多い。シングル「水生」、ミニアルバム「#0F4C81 (読み: クラシックブルー)」、「キリグニア」では衣装ディレクション、CYNHNのライブ『Re Blue』ではスタイリング、リリースイベントのサイン会ではコーディネートを監修した。
特技はダンスで、自身のTikTokやYouTubeのCYNHNメンバーチャンネルへダンス動画を投稿している。
CYNHNでも月雲のダンスがクローズアップされる場面は多く「雨色ホログラム」ではソロのダンスパートがあり、「イナフイナス」のMVではダンスソロのシーンがある。 ライブ『Re Blue 1部』では自身で振付したダンスソロを披露した。 また「雨色ホログラム」「絶交郷愁」の2曲で振付を担当している(後者は崎乃奏音との共作)。
中学・高校では吹奏楽部で、担当楽器はフルートであった。自身のメインヴォーカル曲「雨色ホログラム」のMVではフルートを演奏するシーンがある。 フルートを選んだ理由は"見た目がかわいかったから"と語っている。
K-POPが好き。「インディゴに沈む」のレコーディングで草野華余子にディレクションを受けたときに、歌い方でK-POP好きと見抜かれた。
アイスクリームとプリキュアが好き。

## 出演

### ライブ
- 艶めく☆ディアステージ（2017年8月20日、新橋演舞場）[29][30][31]
- 月雲ねる生誕祭「♡お空のアイスクリームショップ♡」（2017年9月23日、秋葉原ディアステージ）
- 月雲ねる１周年記念「月雲ねるが宇宙一アイドルになるまで」（2018年1月21日、秋葉原ディアステージ）
- 月雲ねる生誕祭「ねるねるホームパーティー！」（2018年9月17日、秋葉原ディアステージ）
- デリッシャス vol.3 ～デザート～（2019年7月22日、ZIRCO TOKYO）
- 月雲ねるバースデーライブ「neruneruworld 2019」（2019年9月14日、青山RizM）
- ディアステ周年記念配信「ディアノミ」（2020年12月1日、秋葉原ディアステージ）
- [無期限延期] デリッシャスvol.9 DJサナチャーンPARTY！（2021年3月24日、秋葉原MOGRA）[32]
- 月雲ねる生誕祭（2021年9月15日、秋葉原ディアステージ）
- 月雲ねるバースデーライブ「neruneruworld2021」（2021年9月18日、SHIBUYA TSUTAYA O-nest）
- 月雲ねる生誕祭（2022年9月30日、秋葉原ディアステージ）
- 月雲ねる&百瀬怜 合同生誕祭「楽しい熱帯魚」（2022年11月5日、Spotify O-nest）
- 月雲ねる生誕祭（2023年9月16日、秋葉原ディアステージ）
- 月雲ねるバースデーライブ「NERUNERU WORLD 2023」（2023年9月30日、GARRET udagawa）
- 月雲ねる７周年記念イベント（2024年1月21日、秋葉原ディアステージ）
- 愛野えり活動14周年＆卒業記念コンセプトライブ Eri in Wonderland 〜DearWord EndTeaParty〜（2024年2月12日、Shibuya LOFT HEAVEN）[33][34]
- かわいいこんぷれっくす♡ Supported by #DSPMLIVE（2024年5月24日、ダンスホール新世紀）
- CYNHN来店イベント〜⼼斎橋ディアステージへようこそ︕Vol.2〜（2024年7月22日、心斎橋ディアステージ）[35]　※青柳透と参加
- 月雲ねる生誕祭（2024年9月13日、秋葉原ディアステージ）
- 月雲ねるバースデーライブ「NERUNERU WORLD 2024」（2024年9月22日、GARRET udagawa）
- Neru Neru Tea Party 〜始まりのハロウィーン〜（2024年10月25日、カフェ アコリット）[36]
- ねるとおるかーりんりっこーと楽しいフライデーナイト（2024年11月8日、秋葉原ディアステージ）[37]
- Neru Neru Tea Party Vol.2 ～Stories Before Christmas〜（2024年12月21日、カフェ アコリット）[38]

### イベント
- 渋谷LOFT9アイドル倶楽部vol.5（2019年6月18日、渋谷LOFT9）[22]
- 月雲ねる センイルカフェ（2021年9月6日、AWAJI Cafe&Gallery）
- 月雲ねる生誕展示「NERU NERU WORLD 2024」（2024年9月14日-9月18日、AWAJI Gallery）

### 雑誌
- 『IDOL FILE Vol.22 Wedding Dress』（2021年6月25日発売、ロックスエンタテインメント合同会社）[39]

- 『NYLON JAPAN』（2022年8月号、カエルム株式会社）[40]

- 『IDOL FILE Vol.28 Lolita&Gothic』（2022年12月23日発売、ロックスエンタテインメント合同会社）[41]